# Аладьино (городской округ Кашира)
Ала́дьино — деревня в городском округе Кашира Московской области России. До 2015 года входила в состав сельского поселения Базаровское Каширского района.
Расположена на трассе Р115 в 5 км к югу от железнодорожной станции Кашира Павелецкого направления Московской железной дороги. Ближайшие крупнейшие населённые пункты — г. Кашира (3 км на север), посёлки Зендиково (3 км на запад), Новоселки (5 км на северо-восток). Рядом находятся деревни Сорокино (2 км на северо-восток), Терново-2 (3 км на север), Ягодня (3 км на юг), Хитровка (4 км на север), Грабченки (4 км на юго-восток).

## Население
| 2002 | 2010 |
| ---- | ---- |
| 221  | ↗281 |

По состоянию на 2010 год в деревне зарегистрирован 281 житель (144 мужчины, 137 женщин).